# Vinge (Frederikssund Kommune)
|  | Fremtidig bygning Denne artikel omhandler en bygning, der er under opførelse. Det er derfor muligt, at indholdet er af spekulativ natur, og ligeledes, at indholdet kan ændre sig markant efterhånden som flere oplysninger bliver tilgængelige. |

 For alternative betydninger, se Vinge (flertydig). (Se også artikler, som begynder med Vinge)
Vinge er et byudviklingsområde i Frederikssund Kommune beliggende i såvel Snostrup Sogn mod syd og Oppe Sundby Sogn mod nord hvor grænsen mellem de to sogne går midt gennem Vinge. Byudviklingsområdet udgør 370 ha med S-togsstationen i Snostrup Sogn beliggende i midten. I forhold til de umiddelbare nabobyer ligger Vinge nord for Store Rørbæk, nordvest for Snostrup og østsydøst for Oppe Sundby. Når området er fuldt udbygget om 30 år vil det måske rumme op mod 20.000 indbyggere og 4000 arbejdspladser med skole, daginstitutioner, idrætshaller og andre offentlige faciliteter. Indbyggertal primo 2022: over 240.
Vinge skal være en ny bæredygtig by og forsyne sig selv med CO2-neutral el og varme så vidt det er muligt. Der skal være beboelsesområder med forskellige karakter. Ens for kvartererne er dog, at de skal have en varieret arkitektur. I den nordlige del af byen er der ved at blive etableret et erhvervsområde, Haldor Topsøe Park, hvor Topsil Semiconducters allerede har etableret deres hovedsæde.
Det første bykvarter, der bliver etableret er "Deltakvarteret", som skal ligge i forbindelse med Tvinsmosen. Ifølge planerne bliver samlingspunktet i Vinge blandt andet Det Grønne Hjerte - der skal være en byfælled med mulighed for forskellige aktiviteter bl.a. rekreative ophold og boldspil. Ideen er at alle byens institutioner og aktiviteter og stationen skal samles omkring byfælleden.
Helhedsplanen for Vinge er tegnet af Henning Larsen Architects, EFFEKT arkitekter, Marianne Levinsens Tegnestue og ingeniørfirmaet Moe A/S.
10. oktober 2014 blev vinderen af den internationale arkitektkonkurrence om Vinge Station og ny bydel (Vinge Centrum) offentliggjort. Vinderen af konkurrencen var Henning Larsen Architects i samarbejde med Tredje Natur, MOE og irske Railway Procurement Agency. Forslaget til stationen og ny bydel omhandler både station og en placering af de første 30.000 etagemetre i Vinge Centrum. En stor del af opgaven var at få bundet byen sammen på tværs af S-banen. Løsningen er et landskabeligt træk, der strækker sig og lader landskabet fortsætte over skinnerne. Midt i landskabet er en cirkulær urban plads, der former sig organisk efter det omgivende landskab. Pladsen rækker over skinnerne og forbinder byen på tværs. 
I forbindelse med etableringen af S-togsstationen opdagede man i 2015 et 4.000 år gammelt langhus, 46 m langt og 7 m bredt. Det må have tilhørt en lokal stormand, er usædvanlig velbevaret og hører til blandt de absolut største huse fra Nordeuropas bondestenalder. 
Frederikssund Kommune har sent i forløbet øget forventningerne til indbyggertallet i Vinge fra 10.000 til 20.000. Der foreligger ikke en egentlig analyse der dokumenterer grundlaget for fordoblingen.